# Prisons XI Gaborone FC
Prisons XI Gaborone Football Club w skrócie Prisons XI Gaborone FC – botswański klub piłkarski grający w pierwszej lidze botswańskiej, mający siedzibę w mieście Gaborone.

## Występy w afrykańskich pucharach
| Sezon | Rozgrywki  | Runda | Kraj     | Klub                        | Dom | Wyjazd | Dwumecz |
| ----- | ---------- | ----- | -------- | --------------------------- | --- | ------ | ------- |
| 1995  | Puchar CAF | 1     | Mozambik | Clube Ferroviário de Maputo | –   | –      | –       |

## Stadion
Domowe mecze klub rozgrywa na stadionie o nazwie Botswana Police College Stadium w Otse, który może pomieścić 1500 widzów.

## Reprezentanci kraju grający w klubie od 2000 roku
Stan na kwiecień 2023.
| - Kenanao Kgetholetsile - Kabelo Kgosiang - Kellelo Kgosimore - Phenyo Molefe | - Kebatshabile Monthe - Kitso Mpuisang - Oneeleng Radikara - Deus Bukenya |